# C-symetrie
Ve fyzice představuje C-symetrie symetrii fyzikálních zákonů vůči transformaci nábojového sdružení (nábojové konjugace). Elektromagnetismus, gravitace a silná interakce zachovávají C-symetrii, ale slabá interakce C-symetrii narušuje.
Chování kvantového systému (např. složené částice) při nábojovém sdružení je popsáno kvantovým číslem C-parity, značeným C, které je kladné (+) pro sudou C-paritu, tedy C-symetrické soustavy.

## Nábojová reversibilnost v elektromagnetismu
Zákony elektromagnetismu (a to jak klasického tak kvantového) jsou vůči této transformaci invariantní: jestliže každý náboj q nahradíme nábojem −q a tedy směry elektrických a magnetických polí budou obráceny, dynamika by si zachovala stejnou podobu. V jazyce kvantové teorie pole jde o nábojovou konjugační transformaci:
1. {\displaystyle \psi \rightarrow -i({\bar {\psi }}\gamma ^{0}\gamma ^{2})^{T}}
2. {\displaystyle {\bar {\psi }}\rightarrow -i(\gamma ^{0}\gamma ^{2}\psi )^{T}}
3. {\displaystyle A^{\mu }\rightarrow -A^{\mu }}

Všimněte si, že tato transformace nemění chiralitu částic. Levotočivé neutrino bude nábojově konjugováno do levotočivého antineutrina, které neinteraguje ve Standardním modelu. Tato vlastnost je to, co je míněno "maximálním narušením" C symetrie u slabé interakce.
(Některá postulovaná rozšíření Standardního modelu, jako jsou levo-pravé modely obnovují tuto C symetrii.)

## Kombinace obrácení náboje a parity
Nějaký čas se věřilo, že C symetrie by mohla být zkombinována s inverzní transformací parity (viz P symetrie) do zachovávající se kombinované CP symetrie. Nicméně narušení této symetrie bylo zjištěno u slabé interakce (zejména u kaonů a B mezonů). Ve Standardním modelu je toto CP narušení přítomno z důvodu jedné fáze v CKM matici. Pokud je CP symetrie zkombinovaná s obrácením toku času (T symetrie) výsledná CPT symetrie může být všeobecně platná.

## Definice náboje
Chceme-li dát příklad, vezmeme dvě reálná skalární pole φ a χ. Předpokládejme, že obě pole mají sudou C-paritu (sudá C-parita se týká sudé symetrie vůči nábojové konjugaci. {\displaystyle C\psi (q)=C\psi (-q)} jako protiklad liché C-parity, která se týká antisymetrie vůči nábojové konjugaci. {\displaystyle C\psi (q)=-C\psi (-q)}). Nyní lze přeformulovat věc tak, že {\displaystyle \psi \ {\stackrel {\mathrm {def} }{=}}\ {\phi +i\chi  \over {\sqrt {2}}}}. Nyní, φ a χ mají i C-paritu, protože imaginární číslo i má lichou C-paritu. Při C se ψ mění na ψ*.
V jiných modelech mohou mít φ i χ lichou C-paritu.